# 豐熙
豐熙（1470年—1537年），字原學，号五溪、白庵。浙江鄞县城西隅马园（今屬浙江省宁波市海曙区）人。明朝榜眼、政治人物。

## 生平
少年師從姚镆，弘治八年（1495年）浙江鄉試第十六名举人。三十岁登弘治十二年（1499年）會試第一百七十三名，殿试第二名（榜眼），孝宗赐第一人袍帶。历官翰林院编修，侍读、升右諭德。参与修撰《孝宗实录》。因不附刘瑾专权，出掌南京翰林院。明世宗即位后，晋升翰林學士。“大礼议”事起，受廷杖，下诏狱，遣戍福建镇海卫，十三年后卒于戍所。隆慶初年，朝廷方贈官賜恤。。

## 著作
豐熙對經學見地深厚，并通篆刻。有《白庵集》、《一斋集》。

## 家族
曾祖丰初，教谕贈兵科給事中。祖父豐慶，右布政使。父丰耘，训导。母王氏，继母周氏。具庆下。兄丰勳。
有一子豐坊，嘉靖二年（1523年）進士。

## 延伸阅读
[在维基数据编辑]
 《國朝獻徵錄·卷之二十》，出自焦竑《國朝獻徵錄》
 《明史卷一百九十一》，出自《明史》